# Anand Bakshi
Anand Bakshi (Rawalpindi, 21 luglio 1930 – Mumbai, 30 marzo 2002) è stato un paroliere indiano.
Nella sua carriera, iniziata nel 1960, ha preso parte come paroliere a quasi 500 film. 

## Riconoscimenti
- International Indian Film Academy Awards
  - 2000: "Best Lyricist"
- Filmfare Awards
  - 1979: "Best Lyricist"
  - 1982: "Best Lyricist"
  - 1996: "Best Lyricist"
  - 2000: "Best Lyricist"
- Screen Awards
  - 2001: "Best Lyrics"
- Zee Cine Awards
  - 2000: "Best Lyricist"